# Naked Boys Singing! (film)
Naked Boys Singing! è un film commedia/musical del 2007 diretto da Robert Schrock e Troy Christian e basato sull'omonimo musical teatrale di Broadway del 1998.

## Riconoscimenti
- 2008 - GayVN Awards
  - Best Alternative Release